# Der kleine Cäsar
Der kleine Cäsar (alternativ auch Der kleine Caesar) ist ein US-amerikanischer Gangsterfilm des Regisseurs Mervyn LeRoy aus dem Jahr 1931. Das Drehbuch entstand auf der Grundlage des gleichnamigen Romans von William Riley Burnett. In der Titelrolle spielt Edward G. Robinson, der durch diesen Film einem breiteren Publikum bekannt geworden ist. Der kleine Cäsar markiert den Anfang der Blütezeit des harten amerikanischen Gangsterfilms in den frühen 1930er-Jahren. Für dieses Subgenre war er stilprägend.

## Handlung
Die Freunde Caesar Enrico Bandello und Joe Massara wollen sich nicht damit zufriedengeben, als Kleinkriminelle außerhalb der Stadt ihr Geld zu verdienen. Massara strebt eine Karriere als Tänzer an und findet bald darauf eine Anstellung, dabei verliebt er sich auch in seine Mittänzerin Olga. „Rico“ Bandello hingegen bleibt seinem Milieu treu und entwickelt sich zu einem rücksichtslosen Mitglied der Gang von Sam Vettori. Bei einem Überfall in einem Nachtclub erschießt Rico mit seiner Waffe den Polizeikommissar McClure, was Joe – der in dem Nachtclub von Monsieur DeVoss arbeitet und vom Überfall wusste – schockiert beobachtet. Joe will sich aus den Gangstergeschäften nun endgültig heraushalten und sich auf seine Karriere als Tänzer fokussieren, worunter seine Freundschaft mit Rico langsam zerbricht.
Rico wirft seinem Chef Sam Vittori vor, dass dieser zu weich geworden sei, und bootet ihn schließlich aus. Nach und nach kann Rico mit ebenso brutalen wie geschickten Methoden die rivalisierenden Gangster Little Arnie Lorch und Pete Montana ausschalten. Ein Gangster namens Tony, der die Bande aus Gewissensbissen verlassen und beim Pfarrer beichten will, wird auf der Kirchentreppe von Rico niedergeschossen. „Big Boy“, der geheimnisvolle Chef der Chicagoer Unterwelt, gibt Rico und seiner Bande schließlich die Kontrolle über die gesamte Nordseite von Chicago. Als „Kleiner Cäsar“ ist er schließlich auf dem Höhepunkt seiner Gangsterkarriere angekommen. Dort kann er sich so lange behaupten, bis er den Fehler begeht, Joe Massara wieder in seine Gang aufnehmen zu wollen. Der Freund aus vergangenen Zeiten hat sich nämlich für ein solides Leben an der Seite von Freundin Olga entschieden und lehnt das Angebot ab. Rico will daraufhin das Paar umbringen. Olga überredet schließlich Joe, als Kronzeuge wegen des von Bandello begangenen Mordes an dem Polizeikommissar aufzutreten.
Der ermittelnde Sergeant Flaherty lässt Ricos Bande hochgehen, wobei dessen treuster Gehilfe Otero im Kugelhagel stirbt. Der Gangsterboss kann zwar fliehen, wird jedoch von seiner Hauswirtin Magdalena um fast sein ganzes Geld betrogen. Für einige Monate kann er sich unerkannt in einem Obdachlosenasyl verstecken. Der mittlerweile heruntergekommene Rico liest in der Tageszeitung, dass Sergeant Flaherty ihn als Feigling bezeichnet hat. Der in seinem Stolz verletzte Rico ruft daraufhin wütend bei der Polizei an, um Sergeant Flaherty zu drohen – doch genau den Anruf hatte Flaherty beabsichtigt, denn so kann er Rico lokalisieren. Sein Ende findet der einst allmächtige Unterweltsboss schließlich im Kugelhagel der Polizei – vor einem Plakat von Joe und Olga, die inzwischen bekannte Tänzer geworden sind.

## Hintergrund
- Für Edward G. Robinson, der vorher hauptsächlich als Theaterschauspieler gearbeitet hatte und in Filmen meist nur Nebenrollen spielte, bedeutete Der kleine Cäsar den Durchbruch. Zunächst hatte Robinson nur für die Nebenrolle des Otero vorgesprochen, doch Produzent Hal B. Wallis war so begeistert, dass er ihm gleich die Hauptrolle gab. In der Folgezeit wurde Robinson neben James Cagney und George Raft zu dem bekanntesten Gangsterdarsteller in Hollywood.
- William Riley Burnett, Autor der Buchvorlage, beschwerte sich später bei Warner Brothers mit einem Brief, dass man die von ihm heterosexuell intendierte Figur des Enrico im Film in einen verklemmten Homosexuellen verwandelt hätte.[2] Die enge Beziehung zwischen Rico und Otero, Ricos große Schwäche für Joe, sowie nicht vorhandene Liebesbeziehungen von Rico – stattdessen äußert er sich abfällig über Frauen – werden heute häufig als Hinweis auf eine Homosexualität von Rico gedeutet.
- Gangsterboss Al Capone fungierte als grobes Vorbild für die Figur von Rico. Jim Colosimo war das Vorbild für die Figur des „Diamond Pete“ Montana, während der korrupte Politiker William Hale Thompson für den Oberboss „Big Boy“ Pate stand.[3]
- Der kleine Cäsar war an den Kinokassen sehr erfolgreich und war dadurch Mitauslöser eines Booms von Gangsterfilmen während der frühen 1930er-Jahre. Zudem wirkte die Machart des Filmes stilbildend auf folgende Werke dieses Genres.

## Deutsche Fassung
Die deutsche Synchronbearbeitung entstand erst 1970 im Auftrag des ZDF.
| Rolle                  | Darsteller             | Synchronsprecher |
| ---------------------- | ---------------------- | ---------------- |
| Caesar Enrico Bandello | Edward G. Robinson     | Günter Strack    |
| Joe Massara            | Douglas Fairbanks Jr.  | Manfred Schott   |
| Tony Passa             | William Collier junior | Klaus Kindler    |
| Sam Vettori            | Stanley Fields         | Erik Jelde       |
| Pete Montana           | Ralph Ince             | Wolf Ackva       |
| Otero                  | George E. Stone        | Wolfgang Draeger |
| Sergeant Flaherty      | Thomas E. Jackson      | Manfred Andrae   |
| De Voss, Hotelmanager  | Armand Kaliz           | Thomas Reiner    |

## Kritiken
- „Der Film, der den Beginn der großen Gangsterfilme Hollywoods darstellt, liefert eine auf Realismus und Stilisierung beruhende Studie einer Großstadtgangsterszene, bei der Robinsons hartes, authentisches Spiel herausragt.“ (Wertung: 3 von 4 möglichen Sternen = sehr gut) – Adolf Heinzlmeier und Berndt Schulz: Lexikon „Filme im Fernsehen“, 1990[5]

- Das Fernsehmagazin Prisma befand: „1931 inszenierte Mervyn LeRoy (‚Quo Vadis‘) mit ‚Little Caesar‘ ein stilbildendes Meisterwerk des Gangster-Genres, das unzählige andere Werke nach sich zog und den Siegeszug des Gangsterfilms einläutete. Schnörkellose Dramaturgie, psychologische Tiefe und temporeiche Inszenierung sorgen für beste Unterhaltung. Überragend: Edward G. Robinson in der Rolle des mit allen Wassern gewaschenen Gangsters Cäsar Enrico Bandello.“[6]

- „Mervyn LeRoy drehte mit ‚Der kleine Cäsar‘ ein nüchtern und distanziert gestaltetes Ganovenporträt, das sich zu einem wegweisenden Beitrag im Genre des Gangsterfilms entwickelte.“ – Das große TV Spielfilm Filmlexikon[7]

- 39 Jahre nach der Uraufführung gelangte der Evangelische Film-Beobachter  zu der Auffassung, „Der kleine Caesar“ sei ein präzise inszenierter Gangsterfilm, der in seiner Auffassung aber noch überaus konventionell sei. Insgesamt handle es sich aber um „annehmbare Unterhaltung“.[8]

## Auszeichnungen
- 1931: Oscar-Nominierung in der Kategorie Bestes Drehbuch nach einer Vorlage
- 2000: Aufnahme in das National Film Registry
- 2008: Das American Film Institute wählt den Film auf Platz 9 der 10 besten Gangsterfilme aller Zeiten.

## DVD-Veröffentlichung
- Der kleine Cäsar. Warner Home Video 2005